# جان ألكسندر فيلانت
جان ألكسندر فيلانت (1804-21 مارس 1886) هو مدرس فرنسي وروماني وناشط سياسي ومؤرخ ولغوي ومترجم، اشتهر بأنشطته في فلاشيا ودعمه للثورة الفلاشية عام 1848. كان رومانسيًا وطنيًا وماسونياً، وكان شريكًا في الفصيل الليبرالي في كل من فلاشيا ومولدافيا، بالإضافة إلى متعاون مع أيون هيلياد رودوليسكو وأيون كامبينينو وميتيتش فيليبيسكو وميهيل كوجلنيسانو.
كان فيلانت مدرسًا ومعلمًا في وقت لاحق في مدرسة سانت سافا في بوخارست خلال ثلاثينيات القرن التاسع عشر، أثار الشكوك حول مشاركته في مؤامرات سياسية وحُظر في النهاية من فلاشيا. دافع فيلانت عن توحيد مقاطعات الدانوب وغيرها من المناطق التي يسكنها الرومان، وهو المُثل الذي عبر عنه بشكل خاص في كتابة عام 1844 «لا روماني». يُنسب إليه الفضل في نشر القضية الرومانية في بلده الأصلي خلال خمسينيات القرن التاسع عشر، وبعد إدخال الإحالات الحديثة إلى رومانيا في الخطاب الدولي، عاد لفترة وجيزة إلى بوخارست وجنسته الدولة الرومانية الجديدة عام 1864. كان المجتمع الروماني أحد اهتمامات فيلانت، وأدت ممارسة عبودية الرومان إلى التعبير عن دعمه لأهداف دعاة إلغاء العبودية.

## المسيرة المهنية

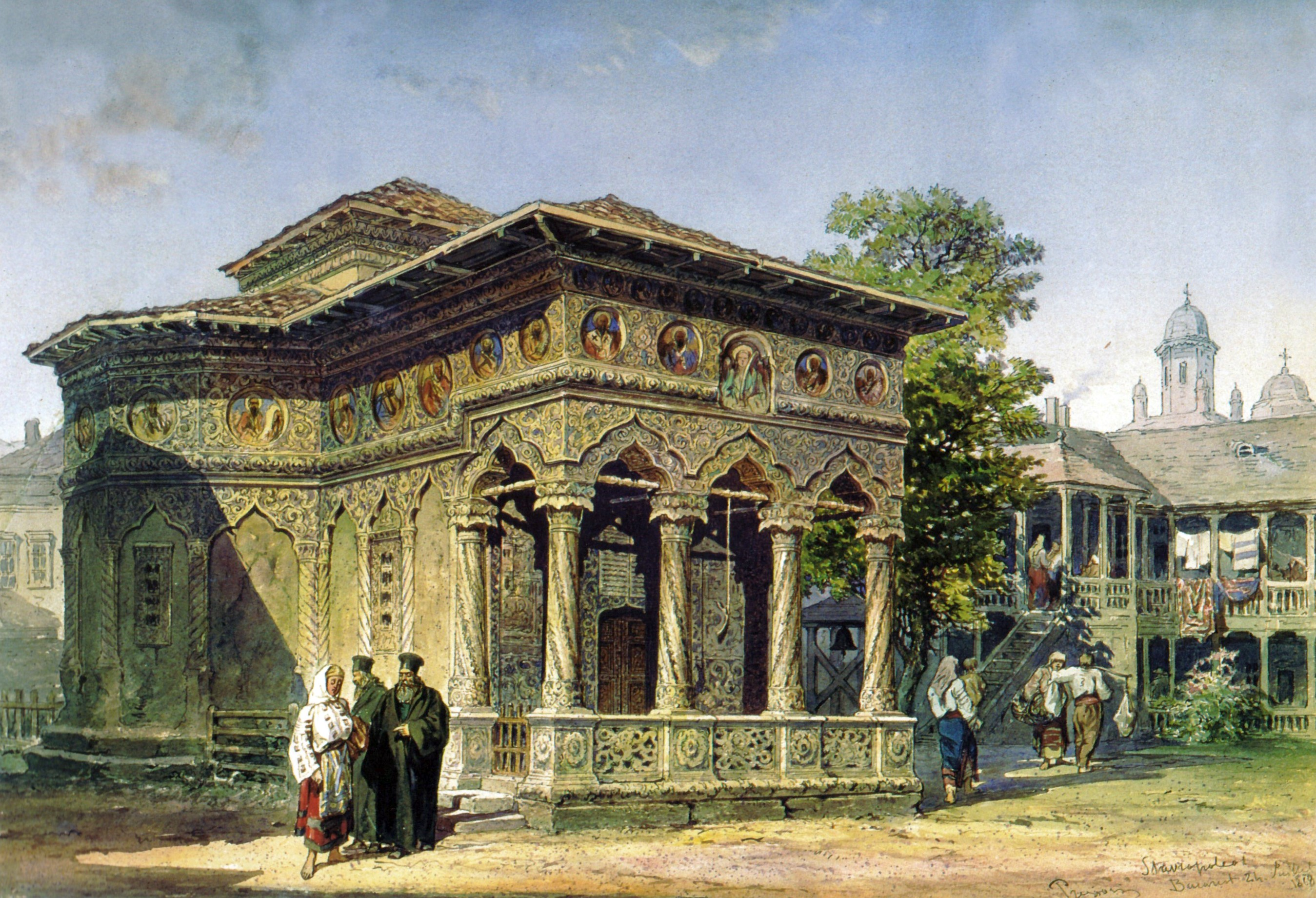
ستافروبوليوس الثمينة

### معلم خاص
وصل فيلانت إلى بوخارست في 4 نوفمبر 1829، حيث عُيّن لأول مرة مدرسًا للغة الفرنسية من قبل البان العظيم جورج لورداشي، وهو عضو في عائلة فيلبيسكو من نبلاء البويار. انضم فيلانت إلى مجتمع كبير من المغتربين الفرنسيين وغيرهم من المغتربين الأوروبيين، وكان، وفقًا للمؤرخ نيكولاي إيورغا، «الوحيد [منهم] الذي كان نشاطه الأدبي قادرًا على خدمة التقارب بين فرنسا البعيدة وهذا البلد اللاتيني على نهر الدانوب».
أنهى تعاقده في ربيع العام التالي، وقرر فتح المدرسة للبنين الذين تتراوح أعمارهم بين 12 و15 عامًا؛ نُشرت هذه المبادرة من قبل مجلة هيليد روديولسكو كوريرول رومانيسك. كانت مدرسة فيلانت تقع في مبان مملوكة لسيردار بوبا بالقرب من دير ستافروبوليوس. بجانب الأنشطة المماثلة التي قام بها فيليكس كولسون (الذي كان يدرس الأعضاء الشباب من عائلة فكاريسكو)، وتلك الخاصة بعائلة كوينيم ومقرها في مولدوفا، جلب هذا خطوة مهمة في تغريب المجتمع الروماني، مع المساهمة في فرض الإعجاب بفرنسا بين شباب البويار. يشير ذلك أيضًا إلى نقطة فاصلة مع التعليم باللغة اليونانية، والتي كانت هي القاعدة قبل وأثناء عصر فاناريوت (منذ مبادرات القرن السابع عشر للأمير ماتي باساراب). لاحظ كاتب المذكرات أيون غيكا لاحقًا أنه من بين تلاميذ فيلانت، كانوا من عائلة فيليبيسكو، بالإضافة إلى أبناء عائلة غريديشتيانوس وبوليتشيانوس وروسيتيس وغوليسكوس وعائلته (آل غيكا). كان من بين تلاميذه السياسي والمؤرخ الراديكالي نيكولاي بولشيسكو. كان فيلانت أيضًا معلمًا في مدرسة للبنات، والتي كانت تعمل دون رسوم دراسية.

### بروفيسور في مدرسة سانت سافا
في عام 1832، عُيّن مدرسًا للغة الفرنسية ورئيسًا للنزل الداخلي في مدرسة سانت سافا المرموقة، والتي كُلِّف بتحديثها. جاء ذلك في نهاية الحرب الروسية التركية 1828-1829، عندما تولت القوات الإمبراطورية الروسية إدارة فلاشيا، دون إزالتها من الوصاية العثمانية. تمكن فيلانت من إقناع السلطات الجديدة بعد تأليف قصيدة تكريمًا للحاكم بافيل كيسيليوف.
أكسبته المعايير العالية التي أقرها مزيدًا من الشعبية، فضلاً عن راتب يساوي ضعف رواتب الموظفين المحليين. ومع ذلك، أنهي عقده في عام 1833 أو 1834. لم يكن سبب ذلك واضحًا؛ فقد نسبته بعض المصادر إلى دعوة فيلانت للمعتقدات القومية أمام طلابه، الأمر الذي أثار شكوكًا من روسيا، التي كانت تشرف على إدارة البلاد تحت نظام ريغولامينتول العضوي؛ وبقي آخرون يشيرون إلى أنه كان متورطًا في نزاع مع المفتش بيتراش بوينارو (بدوره، نُسب هذا الصدام إلى أنشطة فيلانت مثل الماسونية أو إلى استمراره في التدريس بشكل خاص، وبالتالي التنافس مع أرباب العمل التابعين له).
نشر فيلانت أيضًا كتابًا موجزًا للغة الرومانية وقواعدها (1836)، يُقصد به أن يكون أداة تعليمية للشعب الفرنسي (القواعد الفلاشية لاستخدام الفرنسية). تضمن الكتاب مسردًا، بالإضافة إلى نظرة عامة تاريخية وترجمات للقصائد (لا سيما قصيدة أنقاض تارغوفيستيل لفاسيلي كارلوفا وقصيدة فيسول لهيلياد رودوليسكو). في مقدمة هذا العمل، شدد فيلانت على الأصل اللاتيني للغة الرومانية (فيما يتعلق باللغات الرومانسية الأخرى)، وشرح بالتفصيل أن الفلاشية ليست أقل من لهجة من لغة الرومانسك، وهو الاسم الذي يخدم في حد ذاته للإشارة إلى ضمورها.

### المؤامرات والعودة إلى باريس
بحلول أواخر ثلاثينيات القرن التاسع عشر، انخرط جان ألكسندر فيلانت في الاتجاه الليبرالي المعارض للنظام العضوي ريغولامينتول، إذ انخرط في صراع مع الأمير ألكسندرو الثاني غيكا. على هذا النحو، ارتبط أولاً بإيون كامبينو، الذي برز في الجمعية الفلاشية في معارضة سياسات غيكا. ووفقًا لإيورغا، فقد كان أيضًا متعاطفًا مع قضية شعوب البلقان الأخرى في صراعهم مع الإمبراطورية العثمانية (بما في ذلك الأنشطة المتمردة للنشطاء البلغار في بريلا والخطط التي وضعها أمير صربيا السابق، ميلوش أوبرينوفيتش، الذي كان يقيم في بوخارست في ذلك الوقت).
بحلول ذلك الوقت، كان فيلانت شخصيةً بارزة في الماسونية الفلاشية، والتي ورد أنها مستوحاة من نظام تآمري طُبق أول مرة من قبل فيليكي إيتريا خلال المراحل الأولى من حرب الاستقلال اليونانية؛ كان الأشخاص الآخرون الذين شاركوا في هذه الحركة التخريبية، من بين آخرين، كامبينانو، وهيلياد رودليسكو وميتيكا فيلبيسكو ونيكولاي بالاسيسكو وإفتيمي مورغو. بعد هزيمة كامبينانو، انضم فيلانت إلى مؤامرة تشكلت حول فيلبيسكو. في 18 نوفمبر 1840، عندما ضيقت السلطات الخناق على حركة فيليبيسكو، فر من بوخارست متجهًا إلى العاصمة المولدافية ياشي. وفقًا لإيورغا، فإن انخراط فيلانت في الوسط الثوري، وخاصة مع فيليبسكو وهيلياد رودليسكو، جعله موضع شك. في إياشي أصبح شريكًا لغوكلانيسكانو، بعد اهتمامه بسجلات مولدوفا التي كان الأخير يراجعها وينشرها؛ لاحقًا، اقتُرح أن مجلد فيلانت لعام 1844، لا روماني، يحتوي على أقسام نصية ساهم بها الكاتب المولدافي. في 19 يونيو 1841، صوتت الجمعية الفلاشية لطرده إلى أجل غير مسمى من البلاد لدوره في محاولة فيليبسكو الثورية.
عاد فيلانت إلى باريس، حيث واصل نشر حججه لصالح القضايا الفلاشية والمولدافية. في 2 أغسطس 1844، تحدث أمام الجمعية الشرقية، التي كان عضوًا فيها، احتجاجًا على الرقابة التي تفرضها روسيا في إمارات الدانوب (توسع في هذا المنظور في كتابه لا روماني). في ذلك الوقت، أصبح قريبًا من إدوارد دروين دي لويز، رئيس الجمعية الشرقية، الذي جنده دعمًا لقضية العرقية الرومانية. اتصل فيلانت أيضًا بالشاعر ألفونس دي لامارتين، الذي أصبح عام 1846 رئيسًا لجمعية الطلاب الرومانيين.
واصل فيلانت نشر أعمال مختلفة لكتاب رومانيين، هذه المرة في مجلة مراجعة الشرق؛ من بين المساهمين فيها كان فاسيل أليكساندري ونيكولاي بالسيسكو وسيزار بولياك وكوغلانسينو وكوستاش نيغريزو (أرسل الأخير بشكل ملحوظ روايته القصيرة ألكسندرو لوبوشنيانو). نشر فيلانت لاحقًا مجلد يضم العديد من أعمال بولياك. رحب فيلانت أيضًا بالطلاب الرومانيين في أي من النزل الباريسية الثلاثة التي ساعد في إنشائها: نُزُل الصمت التام ونُزُل الصداقة الجيدة ونُزُل أنثينيوم للأجانب.